# CD Matchedje de Maputo
CD Matchedje de Maputo is een Mozambikaanse voetbalclub  uit de hoofdstad Maputo. In 2013 degradeerde de club uit de hoogste klasse. 

## Erelijst
- Landskampioen

1987, 1990
- Beker van Mozambique

1990